# 盧斯特瑙
盧斯特瑙（德語：Lustenau，德語發音：[ˈluːstənaʊ]）是位於奧地利西部福拉爾貝格州的一個市镇，屬多恩比恩縣。盧斯特瑙位於萊茵河畔，靠近瑞士邊境。盧斯特瑙是福拉爾貝格州第四大城镇。